# Dinamarca en los Juegos Olímpicos de Atenas 2004
Dinamarca estuvo representada en los Juegos Olímpicos de Atenas 2004 por un total de 92 deportistas que compitieron en 16 deportes.  
El portador de la bandera en la ceremonia de apertura fue el palista Eskild Ebbesen.

## Medallistas
El equipo olímpico danés obtuvo las siguientes medallas:
| Nombre                                                     | Deporte       | Competición                 |
| ---------------------------------------------------------- | ------------- | --------------------------- |
| Oro                                                        |               |                             |
| Equipo                                                     | Balonmano     | Torneo F                    |
| Eskild Ebbesen Thomas Ebert Thor Kristensen Stephan Mølvig | Remo          | Cuatro sin timonel (LM4-) M |
| Plata                                                      |               |                             |
| Joachim Olsen                                              | Atletismo     | Peso M                      |
| Bronce                                                     |               |                             |
| Wilson Kipketer                                            | Atletismo     | 800 m M                     |
| Jens Eriksen Mette Schjoldager                             | Bádminton     | Dobles mixto                |
| Michael Maze Finn Tugwell                                  | Tenis de mesa | Dobles M                    |
| Signe Livbjerg                                             | Vela          | Europa F                    |
| Dorte Jensen Helle Jespersen Christina Otzen               | Vela          | Yngling F                   |